# 孙晓华
孙晓华（1950年10月—），男，汉族，山东寿光人，中华人民共和国政治人物，曾任全国工商联专职副主席、党组成员，第十届、第十一届全国政协委员。

## 生平
2008年，当选第十一届全国政协委员，代表中华全国工商业联合会，分入第二十一组。并担任提案委员会专委。。2009年8月，中华职业教育社第十次全国代表大会召开，他出任中华职业教育社第十届理事会副理事长。